# Stazione di Lodi
La stazione di Lodi è una stazione ferroviaria posta sulla linea Milano-Bologna, a servizio dell'omonima città lombarda.

## Storia

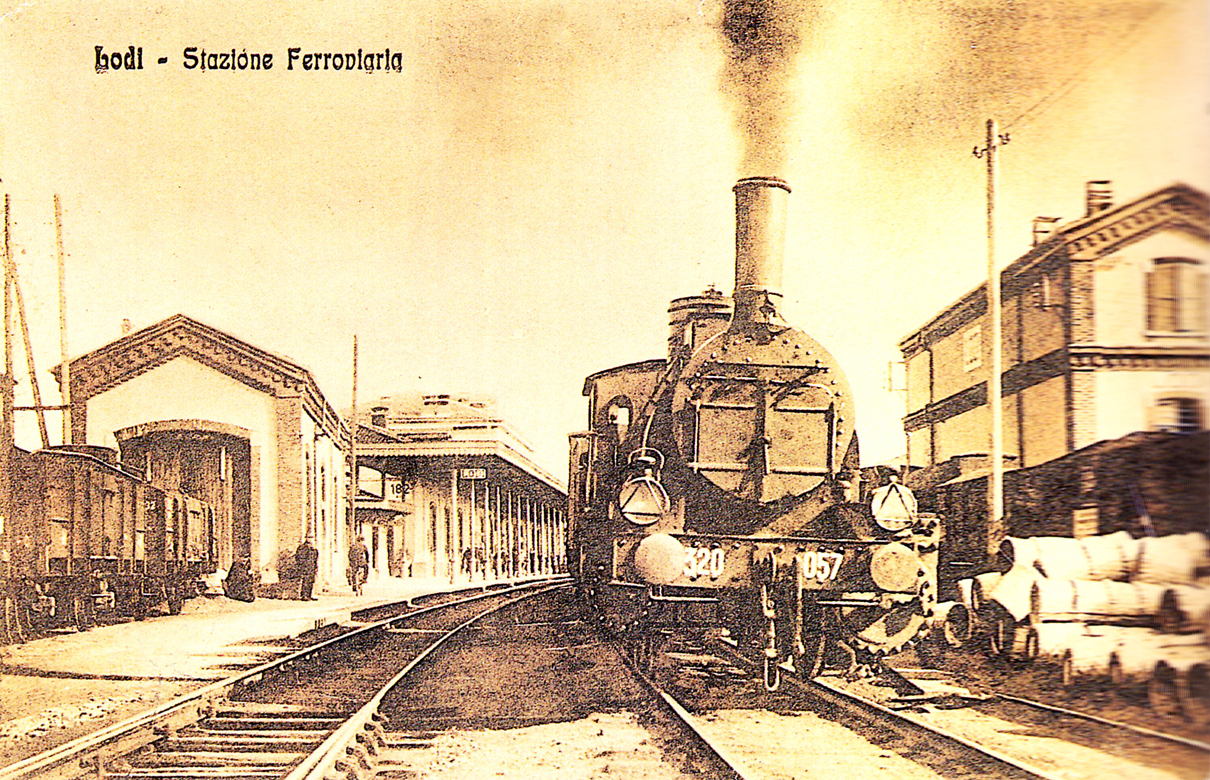
La stazione all'inizio del Novecento

La stazione entrò in funzione il 14 Novembre 1861, quando fu aperto all'esercizio il tronco ferroviario da Milano a Piacenza.
All'inizio, lo scalo era dotato di soli 3 binari passanti dedicati al servizio passeggeri. Il primo binario veniva utilizzato per i treni in direzione Piacenza, il secondo per quelli diretti a Milano, mentre il terzo era destinato ai treni con origine nella stazione stessa.
In passato si dipartivano dalla stazione alcuni raccordi ferroviari diretti agli stabilimenti industriali circostanti (una filanda e il locale Consorzio Agrario), ora tutti scomparsi. Lo scalo merci era raccordato anche con la tranvia per Sant'Angelo, che aveva il suo capolinea poco distante.
Nel 1938 la stazione venne elettrificata insieme al resto della linea.
Intorno al 2004 la parte di scalo merci adiacente alla piazza della stazione è stata rimossa ed al suo posto sono stati costruiti un parcheggio e il capolinea delle autolinee urbane ed interurbane gestite STAR Mobility. Anche il magazzino merci adiacente al binario 1 è stato chiuso e viene attualmente usato come biglietteria dalla stessa STAR Mobility.

## Strutture e impianti

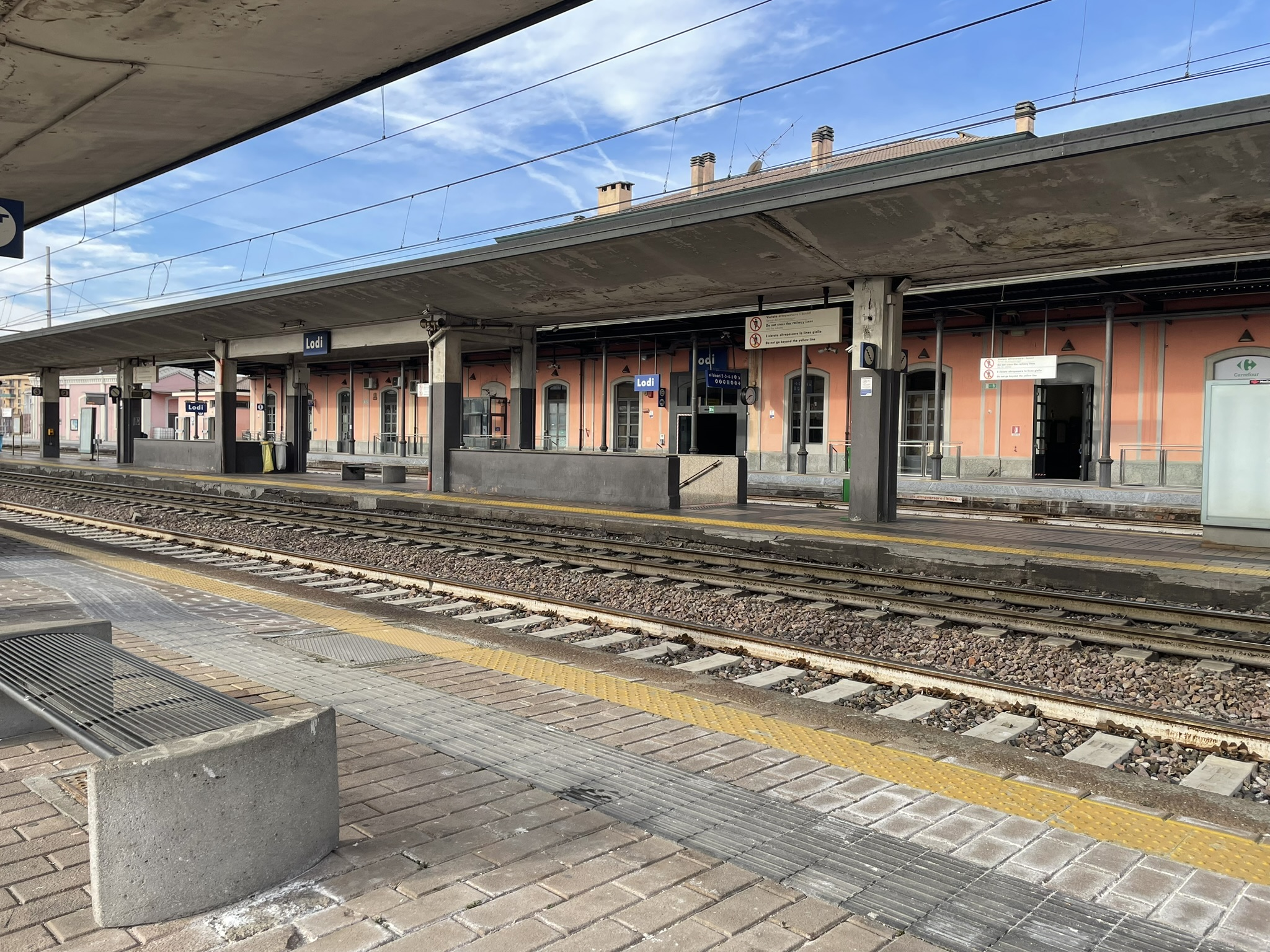
Interno della stazione visto dal binario 4

Il piazzale è dotato di 5 binari passanti per il servizio viaggiatori e di numerosi binari di ricovero lato Milano attualmente non utilizzati. I binari 1 e 4 sono utilizzati per le precedenze e per la sosta dei treni merci. È in esercizio uno scalo merci, nel quartiere Chiosino, per lo smistamento dei carichi di latte che partono dalla stazione. La stazione è dotata di pensiline ed il fabbricato viaggiatori è collegato ai binari dal 2 al 5 da un sottopassaggio.
Adiacente al quinto binario si trova una Carrozza Centoporte tipo 1928R, attualmente di proprietà del dopolavoro ferroviario locale.

## Movimento
I servizi ferroviari sono svolti da Trenord, Trenitalia e Trenitalia Tper.
A Lodi effettuano fermata tutti i treni regionali di Trenord in servizio sulla relazione Milano-Piacenza, tutti i treni regionali e regionali veloci di Trenitalia Tper che collegano Milano con Parma e Bologna, la maggior parte dei treni RegioExpress di Trenord della relazione Milano-Cremona-Mantova e alcuni treni regionali di Trenitalia che collegano Milano con Pisa, Livorno e la Romagna. Dal dicembre 2009 la stazione è inoltre capolinea della linea S1 del servizio ferroviario suburbano di Milano, con treni da e per Saronno.
La stazione è servita anche da alcuni treni InterCity di Trenitalia che collegano Milano con Taranto, Pescara, Lecce, Terni, Napoli e Reggio Calabria.
Nel 2010, la stazione contava circa 4 milioni di passeggeri all'anno.

## Servizi
La stazione, che RFI classifica nella categoria gold, dispone di:
- Biglietteria a sportello
- Biglietteria automatica
- Sala d'attesa
- Servizi igienici
- Posto di Polizia ferroviaria
- Bar
- Negozi